# Clavioline
Clavioline je elektronický klávesový nástroj, předchůdce analogového syntezátoru. Vytvořil ho Constant Martin v roce 1947. Byl použit například ve skladbách „Runaway“ (Del Shannon a Max Crook) nebo „Baby, You're a Rich Man“ (The Beatles).